# Jules Develle
Jules Paul Develle, né le 12 avril 1845 à Bar-le-Duc (Meuse), mort le 30 octobre 1919 à Paris (15e), était un homme politique et avocat français.

## Biographie
Avocat, il découvrit la politique comme secrétaire de Jules Grévy. Il fut ensuite préfet de l'Aube  mais il est révoqué du fait de ses opinions politiques en 1877. Jules Develle fut ensuite douze fois ministre sous la IIIe République. Spécialiste des questions agricoles, il était considéré dans ce domaine comme protectionniste (il augmenta les droits de douane sur les importations) et très apprécié des agriculteurs. Il rédigea les premiers textes instituant les syndicats agricoles. Raymond Poincaré fut son chef de cabinet au ministère de l'Agriculture (1886) et continue de le patronner ensuite, le faisant élire au Conseil général de la Meuse puis à la députation. Il fut, à l'apogée de sa carrière, ministre des Affaires étrangères (1893), participant à l'augmentation de l'influence de la France en Indochine mais aussi à la conclusion de l'alliance franco-russe. Après être redevenu député, il refuse le socialisme et l'impôt sur le revenu. Victime des conséquences de l'affaire Dreyfus, il est battu en 1898 aux législatives par le nationaliste antisémite Henry Ferrette. En 1899, il est à nouveau battu encore plus nettement face à un antidreyfusard à Louviers.
En 1910, il patronne l'élection d'André Maginot au Conseil général pour succéder à son frère, Edmond puis à la Chambre des Députés. Grâce à l'appui de Poincaré, il retrouve un siège de parlementaire au Sénat contre René Grosdidier, un autre protégé de Poincaré. Au Sénat, il s'occupe des affaires agricoles et pendant la Grande Guerre, il cherche à venir en aide à son département.
Son frère, Edmond Develle, fut président du Conseil général et sénateur de la Meuse.
Auguste François qui a été son secrétaire particulier était un ami de Jules Develle.

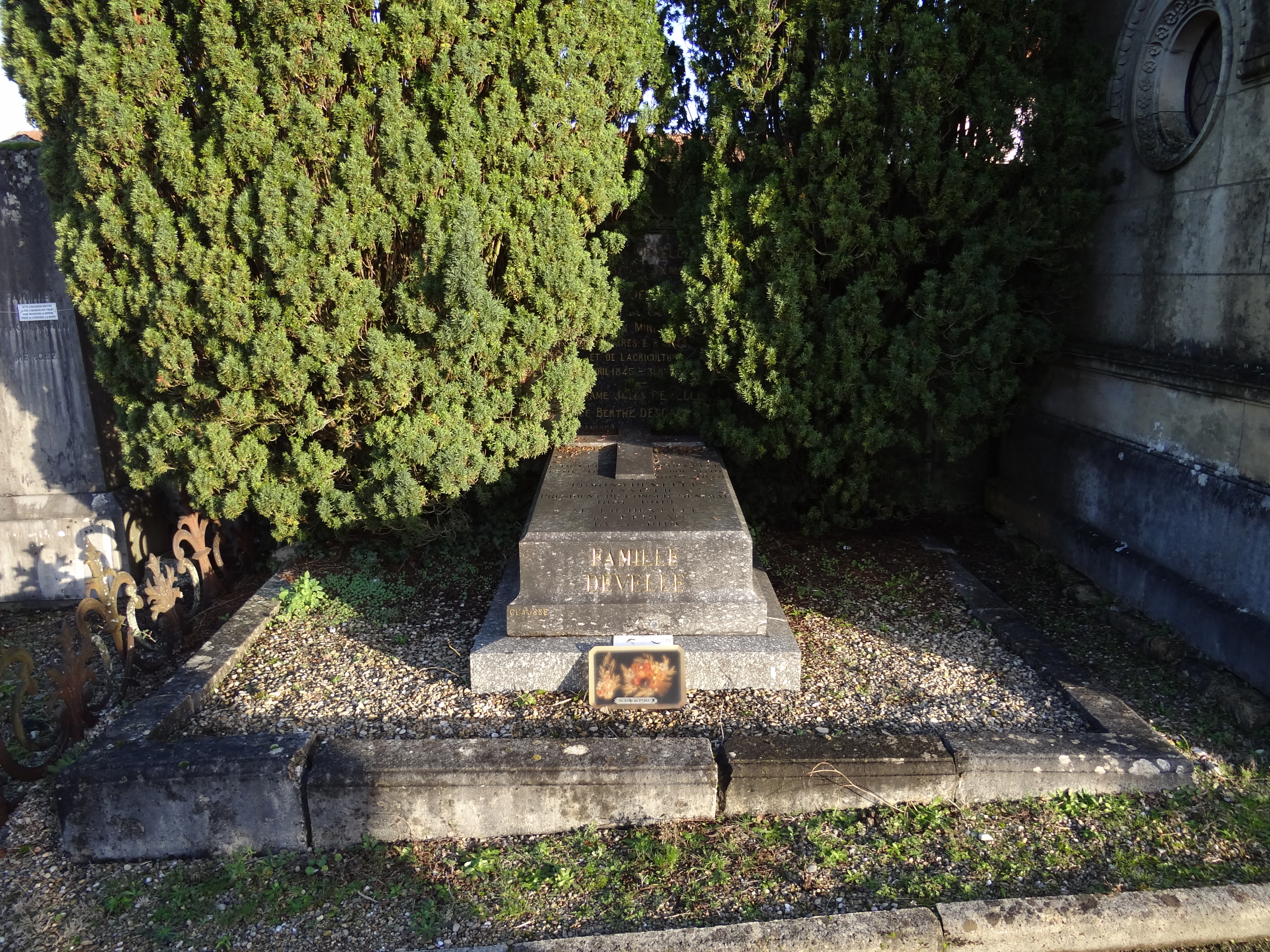
La tombe de Jules Develle au cimetière de Bar-le-Duc (Meuse).

## Distinctions
- Commandeur de l'ordre du Mérite agricole (1900)

## Mandats électifs
- 1877 à 1885 : Député de la gauche républicaine dans l'Eure
- 1885 à 1898 : Député de la Meuse
- 1910 à 1919 : Sénateur de la Meuse

## Fonctions ministérielles
- 1879 : Sous-secrétaire d'État à l'Intérieur (Gouvernement William Henry Waddington)
- 1882 : Sous-secrétaire d'État à l'Intérieur (Gouvernement Charles de Freycinet (2))
- 1882 : Sous-secrétaire d'État à l'Intérieur et aux Cultes (Gouvernement Charles Duclerc)
- 1883 : Sous-secrétaire d'État à la Présidence du Conseil, à l'Intérieur et aux Cultes (Gouvernement Armand Fallières)
- 1886 : Ministre de l'Agriculture (Gouvernement Charles de Freycinet (3))
- 1886-1887 : Ministre de l'Agriculture (Gouvernement René Goblet)
- 1890-1892 : Ministre de l'Agriculture (Gouvernement Charles de Freycinet (4))
- 1892 : Ministre de l'Agriculture (Gouvernement Émile Loubet)
- 1892-1893 : Ministre de l'Agriculture (Gouvernement Alexandre Ribot (1))
- 1893 : Ministre des Affaires étrangères (Gouvernement Alexandre Ribot (2))
- 1893 : Ministre de la Justice (intérim de 2 jours) (Gouvernement Alexandre Ribot (2))
- 1893 : Ministre des Affaires étrangères (Gouvernement Charles Dupuy (1))

## Sources
- La carrière politique des frères Develle, Bulletin des sociétés d'histoire et d'archéologie de la Meuse,  (ISSN 0525-1249), n°14 (1977)
- « Jules Develle », dans Adolphe Robert et Gaston Cougny, Dictionnaire des parlementaires français, Edgar Bourloton, 1889-1891 [détail de l’édition]
- « Jules Develle », dans le Dictionnaire des parlementaires français (1889-1940), sous la direction de Jean Jolly, PUF, 1960 [détail de l’édition]
- Dir. Jean El Gammal, François Roth et Jean-Claude Delbreil, Dictionnaire des Parlementaires lorrains de la Troisième République, Metz, Serpenoise, 2006 (ISBN 2-87692-620-2, OCLC 85885906, lire en ligne), p. 210

- Marcela Hennlichova, Quai d’Orsay Led by an Amateur? Revealing the Unknown – Jules Develle. The International History Review, 2024, 1–15. https://doi.org/10.1080/07075332.2024.2393644
- Marcela Hennlichova, Jules Develle and the Paknam Incident of 1893. Archiv orientální 2023, 91/1, 113-141. https://doi.org/10.47979/aror.j.91.1.113-141